# زعفراناوية
القبيلة الزعفراناوية (باللاتينية: Crocoideae) هي قبيلة نباتية تتبع الفصيلة السوسنية من رتبة الهليونيات.

## الأجناس التابعة لهذه القبيلة
- الزعفران (باللاتينية: Crocous) وهو النوع النموذجي للقبيلة
- ديراما (باللاتينية: Dierama)Afrocrocus

Babiana
Chasmanthe
Crocosmia
- Cyanixia

Devia
Duthieastrum
Freesia
Geissorhiza
Gladiolus
Hesperantha
Ixia
Lapeirousia
Melasphaerula
Micranthus
Pillansia
Romulea
Sparaxis
Savannosiphon
Syringodea
Thereianthus
Tritonia
Tritoniopsis
Xenoscapa
Watsonia
Zygotritonia